# Muniendarum urbium, methodus modernus
Muniendarum urbium, methodus modernus es el título de un códice en papel de la biblioteca Maglibechiana (posteriormente en la Biblioteca Nacional Central en Firenze, Fondo Magliabechiano), biblioteca particular del Gran Duque.

## Características
- La obra está dividida en dos partes, la primera en 9 capítulos y la segunda en 5.
- Fue escrita en verso en 1650
- Se cita un tratado de Pietro de Toledo titulado "In fatto de fortificazione"
- De Gennaro Maria d'Afflitto, napolitano, de la Orden de los Predicadores, teólogo, filósofo, historiador, poeta, matemático, intendente de arquitectura militar e ingeniero de Juan de Austria una traducción de la obra De la Prugne titulada Discorsi italiano all'attacco delle fortezze

## Baltasar Siscara
Baltasar Siscara, capitán de infantería española e ingeniero de S.M. en el ejército de Cataluña escribió Compendio de modernas fortificaciones del R.P. Fray Gerónimo María de Afflitto un tomo en 8º de 36 fólios ya que fue discípulo d'Afflitto, dedicando la obra al gentilhombre de Cámara de S.M. y maestre de campo de un tercio de infantería española De Velasco y Guzmán (1 de enero de 1657).